# Achern
Achern és una ciutat alemanya situada en l'oest de l'estat federat de Baden-Wurtemberg. Es troba a 18 km al sud-oest de Baden-Baden. És la quarta localitat més poblada en el districte d'Ortenau, després d'Offenburg, Lahr i Kehl.
Aquesta ciutat està composta per diversos districtes: Fautenbach, Gamshurst, Großweier, Mösbach, Oberachern, Önsbach, Sasbachried i Wagshurst.

## Geografia
Aquesta població se situa al nord de la Selva Negra, prop de l'elevació del Hornisgrinde (1164 m).
Aquesta ciutat és travessada en sentit nord-oest pel riu Acher —del que la localitat pren el seu nom—, entrant pel sud-est, passant per Oberachern i el nucli històric, Altstadt, que queda a la riba dreta. Aquest riu és afluent del Rin.

## Història
Achern va ser esmentada per primera vegada el 1050 com 'Acchara'. Al segle xiv era anomenada Niederachern. Aquesta ciutat va ser destruïda en dues ocasions, el 1495 i el 1637, durant la Guerra dels Trenta Anys.
A partir de 1805, Achern va estar sota la jurisdicció del gran ducat de Baden fins al 1952, que aquesta divisió administrativa es va unir amb Wurtemberg per a formar l'estat actual de Baden-Wurtemberg. El 1808 va obtinir l'estatus de ciutat independent fins al 1924, formant part del districte de Bühl; que va ser dissolt l'1 de gener de 1973 i substituït pel d'Ortenau.